# Егва (река, впадает в Камское водохранилище)
Егва — река в России, протекает по территории Карагайского и Ильинского районов Пермского края. Длина реки составляет 24 км.
Исток реки находится на Верхнекамской возвышенности в 5 км к северо-востоку от села Богоявленск. Река течёт на северо-восток. Впадает в Обвинский залив Камского водохранилища в 38 км от начала залива по правому берегу. До создания Камского водохранилища река была притоком Обвы. Протекает деревни Юркавож, Средняя Егва, Зубакина и ряд нежилых. Притоки — Юркавож (левый); Идогова, Абросиха, Бутаниха, Паме-Машор, Кущер, Никита-Вож, Лежниха, Якимятская (правые). Впадает в Обвинский залив у деревни Усть-Егва. Ширина реки в нижнем течении около 12 метров.

## Данные водного реестра
По данным государственного водного реестра России относится к Камскому бассейновому округу, водохозяйственный участок реки — Кама от города Березники до Камского гидроузла, без реки Косьва (от истока до Широковского гидроузла), Чусовая и Сылва, речной подбассейн реки — бассейны притоков Камы до впадения Белой. Речной бассейн реки — Кама.
Код объекта в государственном водном реестре — 10010100912111100009813.